# Meuvaines
Meuvaines är en kommun i departementet Calvados i regionen Normandie i norra Frankrike. Kommunen ligger i kantonen Ryes som ligger i arrondissementet Bayeux. År 2022 hade Meuvaines 137 invånare.

## Befolkningsutveckling
Antalet invånare i kommunen Meuvaines
Referens:INSEE